# Cappella di Sant'Angela Merici
La cappella di Sant'Angela Merici è una cappella cattolica situata a Tiarno di Sotto, frazione di Ledro in provincia di Trento; è sussidiaria della parrocchiale di San Bartolomeo di Tiarno di Sotto e fa parte dell'arcidiocesi di Trento.

## Storia

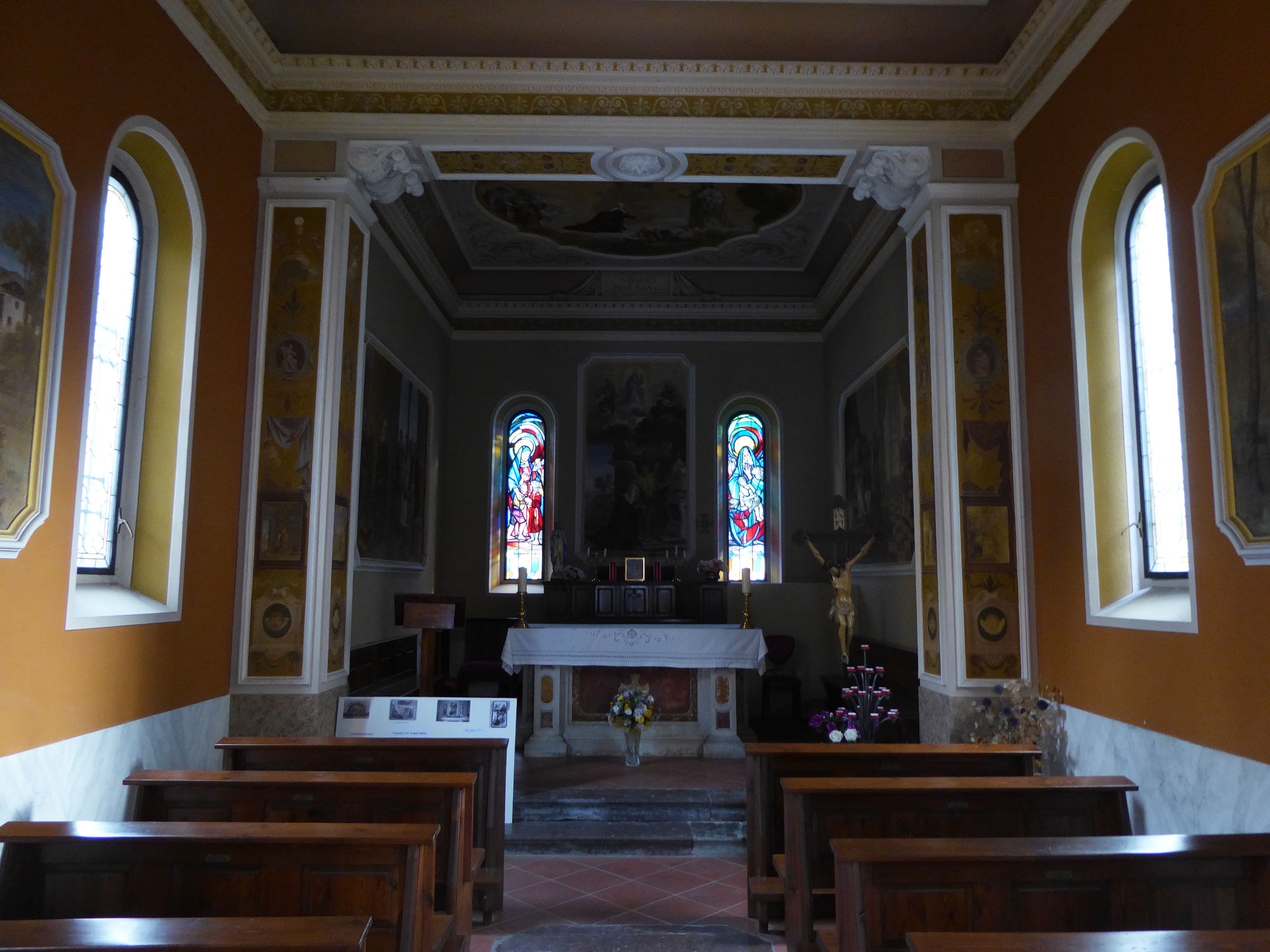
Interno

La costruzione della cappella si deve al mecenate tiarnese Giacomo Ferrari (1788-1864); nel suo testamento lasciò infatti un beneficio per la fondazione di un istituto scolastico a Tiarno di Sotto, con annessa una chiesetta che doveva servire da cappella funeraria per lui e per sua moglie Teresa Grossi (1788-1869). L'edificio, intitolato ai santi Giacomo e Teresa, venne eretto nel 1865; il 10 gennaio 1866 venne benedetto e vi vennero sepolte le spoglie del Ferrari, prima poste nel cimitero del paese.
Già nel corso del 1866 il sacello venne profanato da soldati garibaldini, che erano in zona per via della terza guerra d'indipendenza; nel 1869 la vedova di Ferrari venne tumulata assieme al marito, ma la cappella venne riconciliata, e contestualmente ampliata, solo nel 1902 (la consacrazione fu il 13 ottobre). A questo punto sant'Angela Merici era già subentrata ai santi Giacomo e Teresa come intestataria della cappella; le ragioni di questo cambiamento sono ignote, ma si può presumere un coinvolgimento del tiarnese monsignor Floriano Giuseppe Calcari, che fu direttore delle orsoline, l'ordine fondato dalla santa. Tra il 1920 e il 1925 la chiesetta venne decorata dal mantovano Agostino Aldi, che a Tiarno affrescò anche la parrocchiale e la piccola cappella di Sant'Elisabetta.
Complici le guerre e l'inflazione, le finanze a disposizione della Fondazione Ferrari calarono drasticamente, e nel 1964 il suo patrimonio immobiliare venne venduto: la cappella venne acquisita dalla parrocchia di Tiarno di Sotto, ed è ora l'unica struttura superstite del polo scolastico. Venne restaurata nel 1987 e nel 1991-93, e tra il 1965 e il 1984 venne realizzato l'adeguamento liturgico, spostando l'originario altare in pietra al centro del presbiterio.

## Descrizione

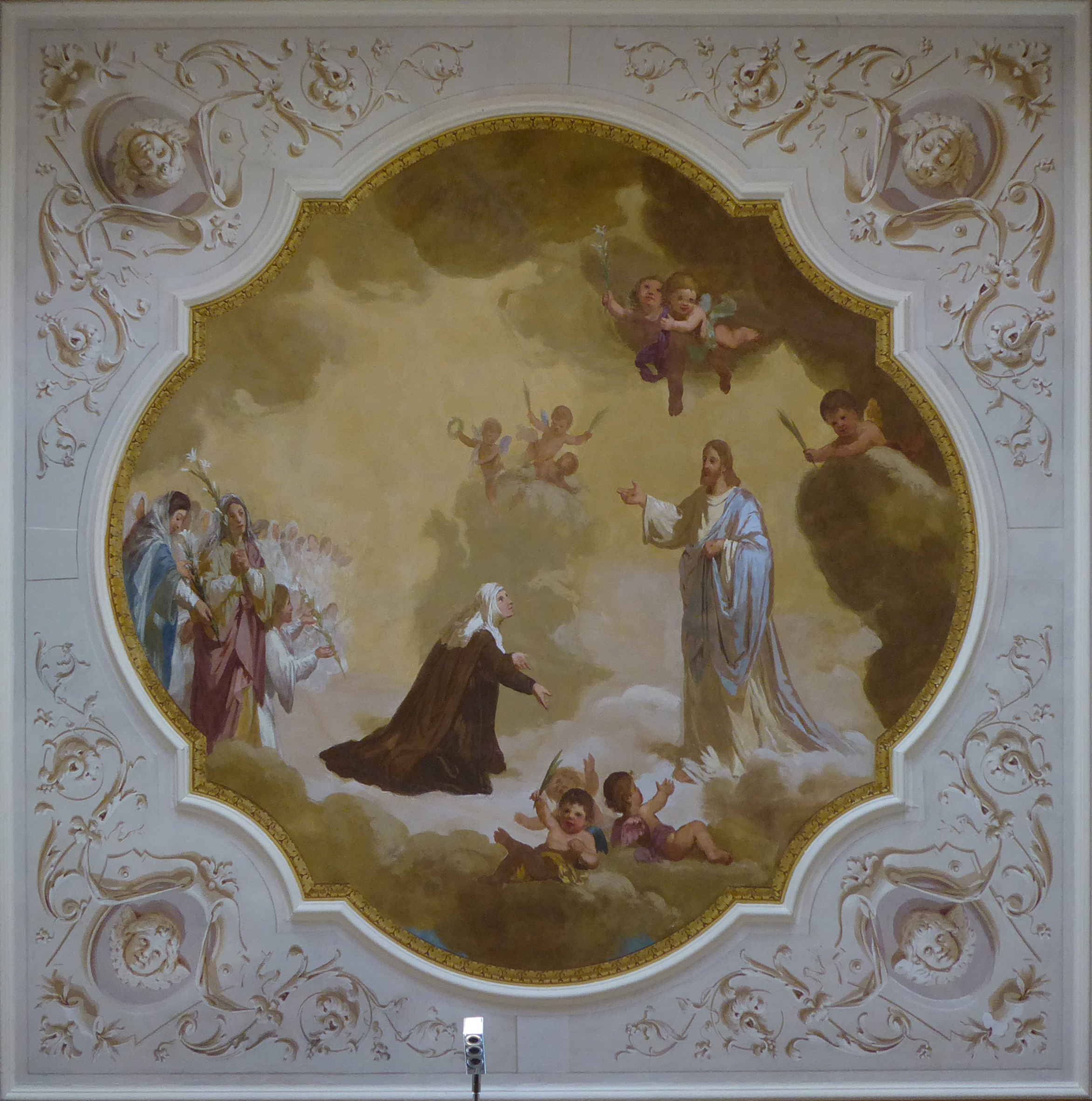
La gloria di Sant'Angela Merici dipinta sul soffitto del presbiterio

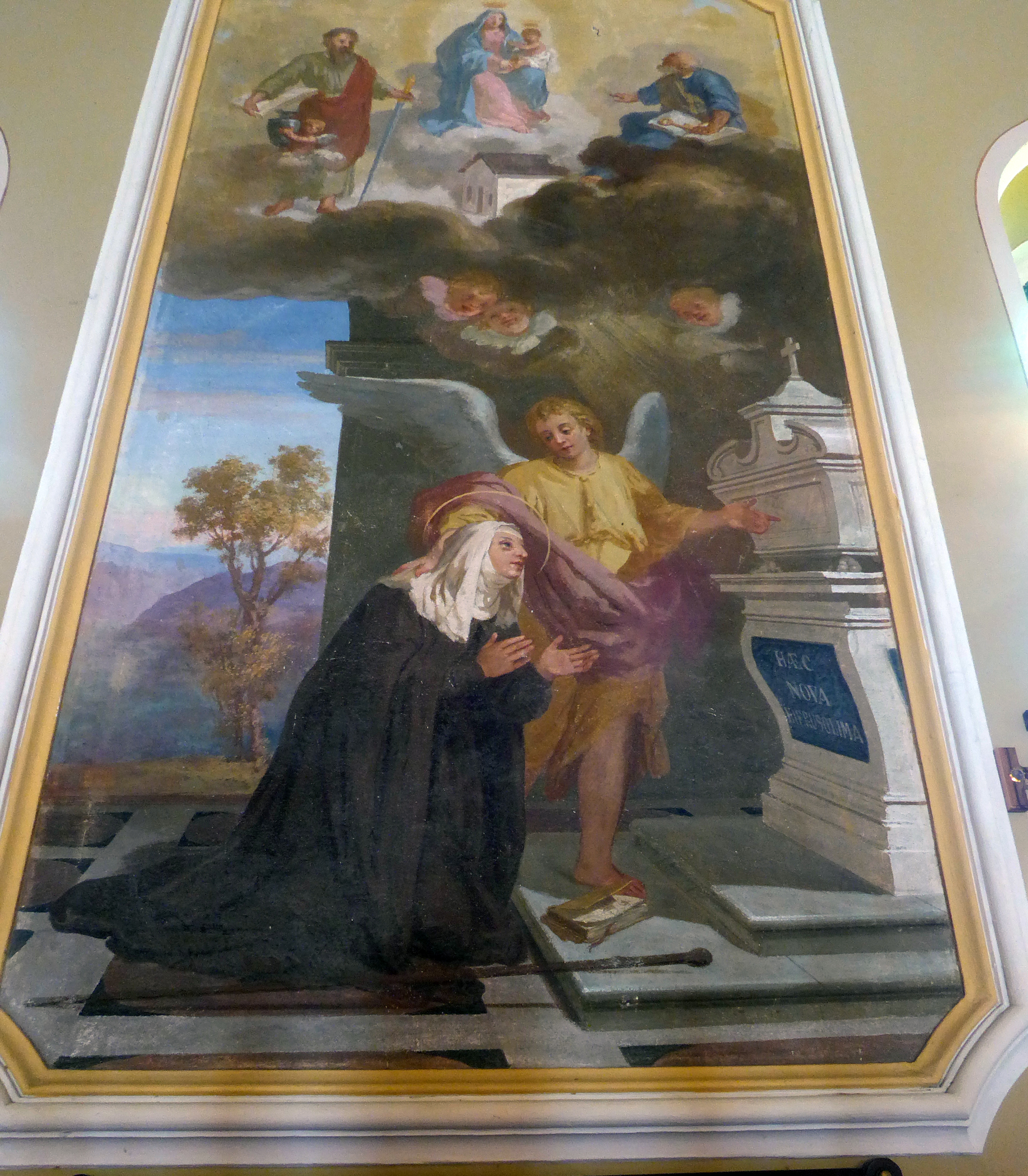
Sant'Angela Merici in adorazione sulla parete di fondo del presbiterio

### Esterno
La cappella, orientata verso sud, si trova nel centro storico di Tiarno di Sotto, circondata da un piccolo giardino con vialetto d'accesso delimitato da una cancellata. È un edificio neoclassico, con facciata a capanna a guisa di tempio tetrastilo, terminante con un frontone triangolare. È divisa in tre sezioni da paraste doriche; in quella centrale si apre il portale architravato in granito, sormontato da una lunetta cieca recante un affresco della Madonna con Bambino circondata da cherubini, opera di Agostino Aldi. In pieno centro della facciata è affissa una targa con testo latino che recita Iesu filio Dei in veneratione S. Angelæ Merici vir. decentianensis adorando colendo.
Le fiancate sono lisce, anch'esse scandite da paraste doriche, con due finestre centinate per parte; altre due finestre si aprono sulla parete di fondo.

### Interno
L'interno è ad aula unica, voltata a schifo e pavimentata con mattonelle di ceramica a corsi diagonali; al centro della navata, lunga 6,20 metri e larga 5,15 si trova la pietra tombale dei coniugi Ferrari, che sono ricordati anche da una targa in controfacciata. Il presbiterio, separato dalla navata da due pilastri quadrati, è rialzato di due gradini, lungo 5,40 metri e largo 4,65, ed è illuminato da due vetrate policrome realizzate da don Luciano Carnessali in occasione del restauro del 1987.
Le pareti e la volta sono ornate da dipinti a tempera rifiniti a secco realizzati da Agostino Aldi, tutti raffiguranti scene della vita di sant'Angela Merici: in navata vi sono sant'Angela che istruisce le fanciulle povere (parete sinistra), e sant'Angela che vede le fanciulle salire la scala di Giacobbe accompagnate da angeli (parete destra; questa è la "visione di Brodazzo"). Nel presbiterio vi sono vi sono sant'Angela che chiede il riconoscimento delle orsoline a papa Clemente VII (parete destra), sant'Angela che incontra Francesco II Sforza in esilio a Cremona (parete sinistra), sant'Angela in adorazione con un angelo custode e in alto la Madonna con Bambino e i santi Pietro e Paolo (parete di fondo) e sant'Angela in gloria, accolta nel paradiso da Gesù assieme alle sue vergini, con alcuni versetti tratti dal salmo 44 (sulla volta). Completano il ciclo due dipinti più piccoli posti sui pilastri dell'arco santo: la santa in preghiera presso un capitello con l'apparizione degli angeli in cielo, e la santa con due secchi d'acqua appena tratta dal pozzo.